# Giacomo Nanni
 (octobre 2018).
Si vous disposez d'ouvrages ou d'articles de référence ou si vous connaissez des sites web de qualité traitant du thème abordé ici, merci de compléter l'article en donnant les références utiles à sa vérifiabilité et en les liant à la section « Notes et références ».
Giacomo Nanni est un auteur de bandes dessinées et illustrateur né en 1971 en Italie et vivant à Paris.

## Biographie
Né en février 1971 à Rimini, Giacomo Nanni étudie pendant trois ans le dessin animé à l’École du livre d’Urbino avant de publier sa première bande dessinée en 1996 dans la revue Mano, Six Dessins pour un voyage en Grande Garabagne d’après Henri Michaux.
Entre 2004 et 2009, il fait partie du groupe de dessinateurs et fondateurs de la revue Canicola qui devient une maison d’édition.
En 2005, il remporte le prix de la meilleure histoire courte au festival de Lucca Comics pour La Plus Belle Chose, qui deviendra un chapitre de son premier livre, Le Garçon qui cherchait la peur, publié en Italie par Coconino Press, puis en France chez Cornélius.
En 2006, il obtient le prix Nuove strade au Comicon de Naples. Il publie d'autres ouvrages, par exemple la trilogie Chroniquettes, dont le premier volume a été publié en France (toujours chez Cornélius).
En 2011, il collabore au site d’actualités Il Post, réalisant des bandes dessinées et des animations inspirées de faits divers italiens et aussi des courts métrages d'animation, dont certains en collaboration avec Gipi.
Entre 2013 et 2014, il réalise Casanova, histoire de ma fuite et Vince Taylor n'existe pas (texte de Maxime Schmitt), deux romans graphiques aux éditions l'Olivius. En 2015, il publie La Véritable Histoire de Laura Canepa chez Cornélius. En Italie, il publie Prima di Adamo chez Canicola Edizioni à l'occasion de son exposition personnelle A Tratti organisée à l'Académie des beaux-arts de Bologne pour la neuvième édition du festival international de la bande dessinée Bilbolbul (it).
Giacomo Nanni participe également à des publications comme pour la revue Papier gâché ou encore Les choses avec Bastien Contraire. Il a travaillé comme illustrateur avec des publications telles que Air France Magazine, XXI - Vingtetun, Officiel Italia, Alternatives Internationales, Libération.

## Œuvres

### Bandes dessinées
- Storia di uno che andò in cerca della paura, Coconino Press, 2006.
- Chroniquettes, Cornélius, 2008.
- Cronachette 2, Coconino Press, 2009.
- Cronachette 3, Coconino Press, 2009.
- La vera storia di Lara  Canepa, Coconino Press, 2010.

- Le Garçon qui cherchait  la peur, Cornélius, 2012.
- Casanova - Histoire de ma fuite, Olivius, 2013.
- Vince Taylor n'existe pas, texte de Maxime Schmitt, Olivius, 2014.
- La Véritable Histoire de Laura Canepa, Cornélius, 2015.
- Prima di Adamo, Canicola, 2015.
- Acte de Dieu, Ici Même, 2019 — sélection officielle du Festival d'Angoulême 2020.

### Animations
- 2012 : R. Stevie Moore - I Don't Think She Knows vidéo musicale
- 2012 :SB: Io lo conoscevo bene, de Giacomo Durzi et Giovanni Fasanella documentaire
- 2012 : 21 12 2012
- 2013 : The true story of Mr Like série Web
- 2013 : Ricompensati, de Nanni et Gipi
- 2013 : Voglio comprarmi una persona, de Nanni et Gipi
- 2103 : The party, de Nanni et Gipi

### Expositions
- Kufia, 100 disegnatori per la Palestina, Associazione Culturale Mirada, 2002
- Ravenne, Fiera nazionale della piccola e media editoria, Rome, 2003
- Inguine.net, Comune di Cotignola, Ravenne, 2003
- Futuro anteriore, Napoli Comicon, Naples, 2005
- Balloons, il nuovo fumetto italiano, MLAC, Rome, 2006
- Città nel margine. Spazio urbano e fumetto, galleria Tamatete, Bologne, 2006
- Comicon e il Vesuvio, Complesso del Vittoriano, Rome, 2007
- Canicola, Festival Bilbolbul, galleria La Pillola, Bologne et librairie Le mont en l'air, Paris, 2007
- Bonaventura. I casi e le fortune di un eroe gentile, Associazione Hamelin, Festa del Cinema di Roma, Rome 2007
- Fumetto Heute!, Museumswinkel, Comic-Salon, Erlangen, 2008
- Fumetto al Museo, Museo di Capodimonte, Naples, 2008
- Patto di sale, D406 galleria d’arte contemporanea, Modène, 2008
- Era la dentadura de mi abuelo, Jardín de la Ciudadela, Pampelune, 2009
- The Last Match, exposition itinérante, komikss magazine kush! Latvian Centre for Contemporary Art, 2009
- Il mucchio selvaggio, disegnisucarta, D406 galleria d’arte contemporanea, Modène, 2010
- Ineed X Ladakh, C/O Studio Senape, Cesena, 2010
- Canicola 9 fumetti e disegni, D406 galleria d’arte contemporanea, Modène, 2010
- Cent pour Cent[3], musée de la Bande dessinée, Angoulême, 2010
- Neuf, galerie Since Upian, Paris, 2010
- Rock’Art, festival Rock En Seine, Paris, 2012
- graphicnovel.it[4], Institut italien de culture, Paris, 2012
- Les Choses. Giacomo Nanni et Bastien Contraire, performance de dessin, Marcovaldo - Libreria Café, Paris, 2013
- Noir !, galerie Julien Brugeas, Paris, 2013
- A tratti[5], Académie des beaux-arts de Bologne, Bologne, 2015
- Trente-six vues du Canal Saint-Martin, galerie Treize-dix, Paris, 2017
- Giacomo Nanni  Agonac, Médiathéque Laurent de Graulier (dans le cadre du 32ème Festival BD en Périgord 2021) octobre 2021
- Giacomo Nanni, Galerie Martel, du 5 mai au 1er juillet 2023, Paris

## Prix et distinctions
- 2005 : prix meilleure histoire courte, Lucca Comics, pour La Plus Belle Chose
- 2006 : prix Nuove Strade remis par le Napoli Comicon (it) pour ses premiers travaux
- 2007 : prix fanzine/BD alternative pour la revue Canicola au Festival d’Angoulême[6]
- 2008 : prix Albertarelli, ANAFI - Associazione Nazionale Amici del Fumetto e dell'Illustrazione[7]
- 2020 : prix de l'audace du festival d'Angoulême pour Acte de Dieu, éd. Ici même[8],[9]